# Enrico Rava

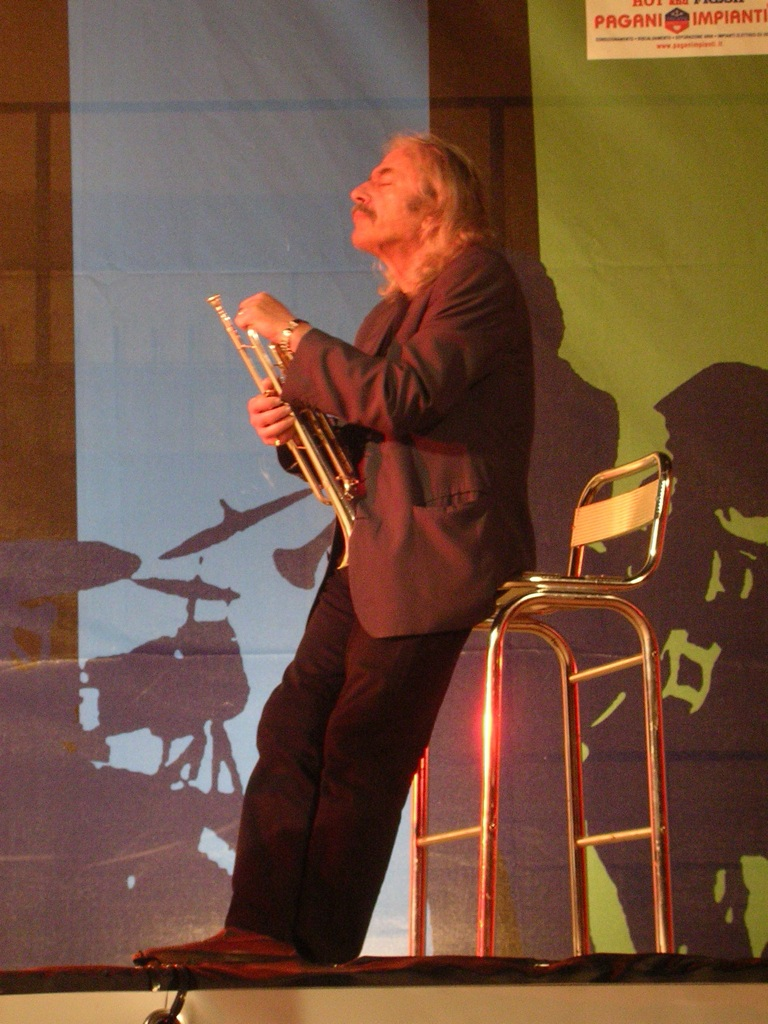
Enrico Rava

Enrico Rava (Triëst, 20 augustus 1939) is een Italiaanse jazztrompettist en -bugelist. Hij heeft anno 2013 een 45-jarige carrière als musicus achter de rug en heeft inmiddels meegewerkt aan zo’n 90 muziekalbums, waaronder een aantal voor het label ECM Records. Zijn grote voorbeelden zijn uiteraard Miles Davis en Chet Baker. In eerste instantie is hij voorbestemd voor de piano, krijgt les van zijn moeder (1953). Later gaat hij op eigen kosten in Turijn trombone leren. In 1956 komt hij zijn eerste trompet als hij Miles Davis ziet spelen en leidt zichzelf op. Zijn eerste concerten geeft hij in 1960 in Turijn.
Zijn carrière komt pas echt van de grond als hij in 1962 met Gato Barbieri de filmmuziek opneemt bij de film Una Bella Grinta. Dan ook maakt hij kennis met stijlgenoten Don Cherry, Mal Waldron en Steve Lacy en vormt een kwartet dat over de gehele wereld reist. In 1967 komt hij in aanraking met de avant-garde jazz waaronder Roswell Budd, Marion Brown, Cecil Taylor, Charlie Haden, Marvin Peterson etc. Na een korte periode in thuisland Italië gaat hij toch weer op stap en speelt mee, met allerlei gezelschappen binnen de jazz, waaronder het Jazz Composer’s Orchestra van Carla Bley. 
In 1982 volgt dan zijn eerste soloalbum Il giro del giomo in 80 mondi. Dit vestigt zijn reputatie definitief. Hierna speelt hij in allerlei gezelschappen waarbij opvalt dan de piano meestal ontbreekt en reist wederom de hele wereld rond; wint soms een prijs als beste musicus door het blad Musica Jazz. Ook zijn albums vallen soms in de prijzen. Hij treedt dan toe tot weer een nieuw combo: Electric Five. 
Hij speelt de laatste tijd in steeds wisselende kwartetten en kwintetten; dan weer met jonge musici als Gianluca Petrella maar ook doorgewinterde instrumentalisten als Stefano Bollani, Paolo Fresu en (weer) Gato Barbieri. Hij vormt samen met Eberhard Weber en Reto Weber het trio Europeans.
In 2004 wint hij dan de prijs Jazzmusicus van het Jaar van de Académie du Jazz (Frankrijk) en een Deense prijs Jazzpar heeft hij dan al op zak. 

## Selectieve discografie
- 1966 Steve Lacy "The forrest and the zoo"
- 1968 Lee Konitz "Stereokonitz"
- 1971 Carla Bley, Mike Mantler "Escalator over the hill"
- 1972 Enrico Rava "Il giro del giorno in 80 mondi"
- 1975 Enrico Rava The pilgrim and the stars
- 1976 Enrico Rava The plot
- 1978 Enrico Rava Quartet
- 1983 Enrico Rava Quintet "Andanada"
- 1984 Enrico Rava "Rava string band"
- 1986 Enrico Rava Quintet "Secrets"
- 1989 Rava / D'Andrea / Miroslav Vitous / Humair "Quatre"
- 1990 Enrico Rava "What a day
- 1993 Enrico Rava "Rava l'opera va"
- 1995 Enrico Rava "Electric Five"
- 1995 Enrico Rava "Rava Carmen"
- 1997 E.Pieranunzi / E.Rava "Nausicaa"
- 1997 Enrico Rava Electric Five "Noir"
- 1998 Enrico Rava "Certi angoli segreti"
- 1999 E.Rava / P.Fresu "Shades of Chet"
- 2000 E.Rava / B.Casini "Vento"
- 2000 E.Rava / G.Tommaso "La dolce vita"
- 2002 E.Rava / P.Fresu "Play Miles Davis"
- 2002 E.Rava / S.Bollani "Montreal Diary /B"
- 2003 Enrico Rava Quartet "Full of Life"
- 2003 Enrico Rava (feat. John Abercrombie) Happiness is...
- 2004 Enrico Rava Quintet "Easy Living"
- 2004 Francesco Bearzatti + Enrico Rava "Hope"
- 2005 Enrico Rava "Flat fleet"
- 2005 Enrico Rava Tati
- 2007 Enrico Rava The Words and The Days
- 2007 Enrico Rava / Stefano Bollani The Third Man
- 2009 Enrico Rava New York Days